# Национальная федерация музыкальных клубов
Национальная федерация музыкальных клубов (англ. National Federation of Music Clubs) — американская общественная организация.
Основа федерации была заложена в 1893 г. на Всемирной выставке в Чикаго, в программу которой по инициативе госпожи Роуз Фэй, жены руководителя музыкальной программы выставки Теодора Томаса, был включён четырёхдневный фестиваль женских любительских музыкальных клубов со всей страны. После тщательной подготовки в 1899 г. в Сент-Луисе прошёл первый съезд федерации, Роуз Фэй была избрана её почётным президентом. С середины 1900-х гг. членами федерации могут становиться и мужчины, однако в целом организация остаётся преимущественно женской и возглавляют её женщины. С 1916 г. начали создаваться также федерации музыкальных клубов в отдельных штатах.
Деятельность федерации включает различные конкурсы, гранты для молодых исполнителей, композиторов, музыкальных педагогов. С 1958 г. федерация является организатором проходящей по всей стране в первую неделю мая Национальной недели музыки. По заказу федерации сочиняли ведущие американские композиторы, их музыка звучала и на проходящих раз в два года съездах федерации: так, в 1915 г. на очередном съезде была исполнена опера Горацио Паркера «Волшебная страна», за которую он получил премию федерации в сумме 10.000 долларов, а к съезду 1957 года была написана Песнь для оркестра Питера Меннина. С начала 1930-х гг. трижды в год выходит журнал Music Clubs Magazine.